# Виейра, Мойзес
Мойзес Виейра де Вейга (порт. Moisés Vieira da Veiga, более известный, как Мойзес Виейра порт. Moisés Vieira; род. 2 сентября 1996, Морру-да-Фумаса, Санта-Катарина) — бразильский футболист, нападающий клуба «Крус Асуль».

## Клубная карьера
Виейра начал профессиональную карьеру в клубе «Эрсилио Луж». В 2019 году он дебютировал за основной состав. В том же году Мойзес перешёл в «Атлетико Конкордиа» и сразу же был отдан в аренду в «Бруски», но так и не дебютировал за основной состав. В 2020 году Виейра на правах аренды перешёл в «Понте-Прета». 23 июля в матче Лиги Паулиста против «Гремио Новуризонтино» он дебютировал за основной состав. 31 июля в поединке против «Сантоса» Мойзес забил свой первый гол за «Понте-Прета». 9 августа в матче против «Америка Минейро» он дебютировал в бразильской Серии B. По окончании аренды клуб выкупил трансфер игрока. 29 января 2021 года в матче против «Фигейренсе» он сделал хет-трик. В начале 2022 года Виейра перешёл в «Форталезу». 30 января в матче Кубка Нордесте против «Соуза» он дебютировал за основной состав. 5 февраля в поединке против «Сеара» Моёзес забил свой первый гол за «Форталезу». 10 апреля в матче против «Куябы» он дебютировал в бразильской Серии A. В составе клуб он дважды выиграл Лигу Сеаренсе, а также завоевал Кубок Нордесте.
Летом 2023 года Виейра перешёл в мексиканский «Крус Асуль». В матче против «Атласа» он дебютировал в мексиканкой Примеры.

## Достижения
«Форталеза»
- Победитель Лиги Сеаренсе: 2022, 2023
- Обладатель Кубка Нордесте: 2022